# Psephotus haematonotus
Psephotus haematonotus là một loài chim trong họ Psittacidae., là một loài chim phổ biến ở đông nam Australia, đặc biệt là ở lưu vực Murray-Darling.

## Mô tả
Loài vẹt này mảnh mai, kích thước vừa phải khoảng 28 cm. Bộ lông của chim trống có màu xanh lục bảo sáng với phần dưới màu vàng, phần mông màu đỏ gạch và các điểm nổi bật màu xanh lam trên. Bộ lông của chim mái kém rực rỡ, với phần dưới màu ô liu nhạt, cánh và lưng màu xanh lục xỉn và đầu cánh màu xanh đen. Mụn đỏ đặc trưng chỉ có ở chim trống.

## Sinh sản
Giống như nhiều loài vẹt khác, loài vẹt này làm tổ trong hốc cây hoặc những nơi tương tự, bao gồm cả cột hàng rào và gốc cây. Chúng đẻ 3-6 quả trứng màu trắng. Sinh sản thường diễn ra vào mùa xuân (tháng 8 đến tháng 1), tuy nhiên, ở các khu vực nội địa khô cằn hơn, sinh sản có thể xảy ra bất cứ lúc nào trong năm để đáp ứng với lượng mưa.